# Miroslav Sekulic-Struja
 (mai 2017).
Miroslav Sekulic-Struja, né à Rijeka en Croatie le 30 août 1976, est un artiste, peintre et auteur de bande dessinée croate. 

## Ouvrages
- Pelote dans la fumée I. Eté-Automne, Actes Sud BD, 2013 ( (ISBN 978-2-330-01286-1))
- Pelote dans la fumée II. L'hiver / Le printemps, Actes Sud BD, 2016 ( (ISBN 978-2-330-05749-7))
- Petar et Liza, Actes Sud BD, 2022 - Sélection officielle du Festival d'Angoulême 2023

## Récompenses
- 2010 : Lauréat (3e prix)  du concours jeunes talents du festival d'Angoulême